# Llista d'asteroides (25001-26000)
Llista d'asteroides del 25.001 al 26.000, amb data de descoberta i descobridor. És un fragment de la llista d'asteroides completa. Als asteroides se'ls dona un número quan es confirma la seva òrbita, per tant apareixen llistats aproximadament segons la data de descobriment.
Contingut: 25001... 25101... 25201... 25301... 25401... 25501... 25601... 25701... 25801... 25901... 

| Nom                  | Designació provisional | Data de descobriment    | Descobridor/s                        |
| 25001-25100          | 25001-25100            | 25001-25100             | 25001-25100                          |
| -------------------- | ---------------------- | ----------------------- | ------------------------------------ |
| 25001 Pacheco        | 1998 OW6               | 31 de juliol del 1998   | A. López                             |
| 25002 -              | 1998 OP7               | 26 de juliol del 1998   | E. W. Elst                           |
| 25003 -              | 1998 OZ8               | 26 de juliol del 1998   | E. W. Elst                           |
| 25004 -              | 1998 OF10              | 26 de juliol del 1998   | E. W. Elst                           |
| 25005 -              | 1998 OU12              | 26 de juliol del 1998   | E. W. Elst                           |
| 25006 -              | 1998 OD13              | 26 de juliol del 1998   | E. W. Elst                           |
| 25007 -              | 1998 PJ                | 5 d'agost del 1998      | Kleť                                 |
| 25008 -              | 1998 PL                | 8 d'agost del 1998      | F. B. Zoltowski                      |
| 25009 -              | 1998 PG1               | 15 d'agost del 1998     | F. B. Zoltowski                      |
| 25010 -              | 1998 PL1               | 14 d'agost del 1998     | A. López, R. Pacheco                 |
| 25011 -              | 1998 PP1               | 13 d'agost del 1998     | Beijing Schmidt CCD Asteroid Program |
| 25012 -              | 1998 QC                | 17 d'agost del 1998     | Višnjan Observatory                  |
| 25013 -              | 1998 QR                | 17 d'agost del 1998     | Kleť                                 |
| 25014 -              | 1998 QT                | 18 d'agost del 1998     | M. Bœuf                              |
| 25015 -              | 1998 QN2               | 19 d'agost del 1998     | NEAT                                 |
| 25016 -              | 1998 QJ4               | 18 d'agost del 1998     | J. Broughton                         |
| 25017 -              | 1998 QG6               | 24 d'agost del 1998     | ODAS                                 |
| 25018 -              | 1998 QN6               | 24 d'agost del 1998     | ODAS                                 |
| 25019 -              | 1998 QO10              | 17 d'agost del 1998     | LINEAR                               |
| 25020 -              | 1998 QY13              | 17 d'agost del 1998     | LINEAR                               |
| 25021 -              | 1998 QV17              | 17 d'agost del 1998     | LINEAR                               |
| 25022 -              | 1998 QK18              | 17 d'agost del 1998     | LINEAR                               |
| 25023 -              | 1998 QA19              | 17 d'agost del 1998     | LINEAR                               |
| 25024 -              | 1998 QL19              | 17 d'agost del 1998     | LINEAR                               |
| 25025 -              | 1998 QW20              | 17 d'agost del 1998     | LINEAR                               |
| 25026 -              | 1998 QF23              | 17 d'agost del 1998     | LINEAR                               |
| 25027 -              | 1998 QN25              | 17 d'agost del 1998     | LINEAR                               |
| 25028 -              | 1998 QL26              | 25 d'agost del 1998     | F. B. Zoltowski                      |
| 25029 Ludwighesse    | 1998 QO28              | 26 d'agost del 1998     | P. G. Comba                          |
| 25030 -              | 1998 QL29              | 22 d'agost del 1998     | Beijing Schmidt CCD Asteroid Program |
| 25031 -              | 1998 QM30              | 23 d'agost del 1998     | Višnjan Observatory                  |
| 25032 -              | 1998 QV31              | 17 d'agost del 1998     | LINEAR                               |
| 25033 -              | 1998 QM32              | 17 d'agost del 1998     | LINEAR                               |
| 25034 -              | 1998 QS32              | 17 d'agost del 1998     | LINEAR                               |
| 25035 -              | 1998 QN33              | 17 d'agost del 1998     | LINEAR                               |
| 25036 -              | 1998 QT36              | 17 d'agost del 1998     | LINEAR                               |
| 25037 -              | 1998 QC37              | 17 d'agost del 1998     | LINEAR                               |
| 25038 -              | 1998 QK37              | 17 d'agost del 1998     | LINEAR                               |
| 25039 -              | 1998 QF38              | 17 d'agost del 1998     | LINEAR                               |
| 25040 -              | 1998 QF40              | 17 d'agost del 1998     | LINEAR                               |
| 25041 -              | 1998 QX40              | 17 d'agost del 1998     | LINEAR                               |
| 25042 -              | 1998 QN42              | 17 d'agost del 1998     | LINEAR                               |
| 25043 -              | 1998 QQ42              | 17 d'agost del 1998     | LINEAR                               |
| 25044 -              | 1998 QE43              | 17 d'agost del 1998     | LINEAR                               |
| 25045 -              | 1998 QU43              | 17 d'agost del 1998     | LINEAR                               |
| 25046 -              | 1998 QK44              | 17 d'agost del 1998     | LINEAR                               |
| 25047 -              | 1998 QN44              | 17 d'agost del 1998     | LINEAR                               |
| 25048 -              | 1998 QJ45              | 17 d'agost del 1998     | LINEAR                               |
| 25049 -              | 1998 QS45              | 17 d'agost del 1998     | LINEAR                               |
| 25050 -              | 1998 QN50              | 17 d'agost del 1998     | LINEAR                               |
| 25051 -              | 1998 QE53              | 20 d'agost del 1998     | LONEOS                               |
| 25052 -              | 1998 QG54              | 27 d'agost del 1998     | LONEOS                               |
| 25053 -              | 1998 QB55              | 27 d'agost del 1998     | LONEOS                               |
| 25054 -              | 1998 QN55              | 26 d'agost del 1998     | ODAS                                 |
| 25055 -              | 1998 QM57              | 30 d'agost del 1998     | Spacewatch                           |
| 25056 -              | 1998 QP57              | 30 d'agost del 1998     | Spacewatch                           |
| 25057 -              | 1998 QW62              | 30 d'agost del 1998     | Beijing Schmidt CCD Asteroid Program |
| 25058 Shanegould     | 1998 QO63              | 25 d'agost del 1998     | J. Broughton                         |
| 25059 -              | 1998 QA69              | 24 d'agost del 1998     | LINEAR                               |
| 25060 -              | 1998 QP69              | 24 d'agost del 1998     | LINEAR                               |
| 25061 -              | 1998 QQ69              | 24 d'agost del 1998     | LINEAR                               |
| 25062 -              | 1998 QH71              | 24 d'agost del 1998     | LINEAR                               |
| 25063 -              | 1998 QV74              | 24 d'agost del 1998     | LINEAR                               |
| 25064 -              | 1998 QN85              | 24 d'agost del 1998     | LINEAR                               |
| 25065 -              | 1998 QW85              | 24 d'agost del 1998     | LINEAR                               |
| 25066 -              | 1998 QN86              | 24 d'agost del 1998     | LINEAR                               |
| 25067 -              | 1998 QW86              | 24 d'agost del 1998     | LINEAR                               |
| 25068 -              | 1998 QV88              | 24 d'agost del 1998     | LINEAR                               |
| 25069 -              | 1998 QF89              | 24 d'agost del 1998     | LINEAR                               |
| 25070 -              | 1998 QY90              | 28 d'agost del 1998     | LINEAR                               |
| 25071 -              | 1998 QN92              | 28 d'agost del 1998     | LINEAR                               |
| 25072 -              | 1998 QB93              | 28 d'agost del 1998     | LINEAR                               |
| 25073 -              | 1998 QM94              | 17 d'agost del 1998     | LINEAR                               |
| 25074 -              | 1998 QF96              | 19 d'agost del 1998     | LINEAR                               |
| 25075 -              | 1998 QK98              | 28 d'agost del 1998     | LINEAR                               |
| 25076 -              | 1998 QM98              | 28 d'agost del 1998     | LINEAR                               |
| 25077 -              | 1998 QJ99              | 26 d'agost del 1998     | E. W. Elst                           |
| 25078 -              | 1998 QV99              | 26 d'agost del 1998     | E. W. Elst                           |
| 25079 -              | 1998 QU103             | 26 d'agost del 1998     | E. W. Elst                           |
| 25080 -              | 1998 QX103             | 26 d'agost del 1998     | E. W. Elst                           |
| 25081 -              | 1998 QR108             | 17 d'agost del 1998     | LINEAR                               |
| 25082 Williamhodge   | 1998 RP1               | 15 de setembre del 1998 | P. G. Comba                          |
| 25083 -              | 1998 RV1               | 14 de setembre del 1998 | CSS                                  |
| 25084 -              | 1998 RP5               | 15 de setembre del 1998 | LONEOS                               |
| 25085 -              | 1998 RM6               | 14 de setembre del 1998 | LONEOS                               |
| 25086 -              | 1998 RU8               | 13 de setembre del 1998 | Spacewatch                           |
| 25087 -              | 1998 RK17              | 14 de setembre del 1998 | LINEAR                               |
| 25088 -              | 1998 RR19              | 14 de setembre del 1998 | LINEAR                               |
| 25089 -              | 1998 RN25              | 14 de setembre del 1998 | LINEAR                               |
| 25090 -              | 1998 RA39              | 14 de setembre del 1998 | LINEAR                               |
| 25091 -              | 1998 RH41              | 14 de setembre del 1998 | LINEAR                               |
| 25092 -              | 1998 RV42              | 14 de setembre del 1998 | LINEAR                               |
| 25093 -              | 1998 RO45              | 14 de setembre del 1998 | LINEAR                               |
| 25094 -              | 1998 RF46              | 14 de setembre del 1998 | LINEAR                               |
| 25095 -              | 1998 RT46              | 14 de setembre del 1998 | LINEAR                               |
| 25096 -              | 1998 RW46              | 14 de setembre del 1998 | LINEAR                               |
| 25097 -              | 1998 RK47              | 14 de setembre del 1998 | LINEAR                               |
| 25098 -              | 1998 RQ47              | 14 de setembre del 1998 | LINEAR                               |
| 25099 -              | 1998 RS47              | 14 de setembre del 1998 | LINEAR                               |
| 25100 -              | 1998 RY47              | 14 de setembre del 1998 | LINEAR                               |
| 25101-25200          |                        |                         |                                      |
| 25101 -              | 1998 RJ48              | 14 de setembre del 1998 | LINEAR                               |
| 25102 -              | 1998 RW50              | 14 de setembre del 1998 | LINEAR                               |
| 25103 -              | 1998 RC51              | 14 de setembre del 1998 | LINEAR                               |
| 25104 -              | 1998 RY51              | 14 de setembre del 1998 | LINEAR                               |
| 25105 -              | 1998 RJ52              | 14 de setembre del 1998 | LINEAR                               |
| 25106 -              | 1998 RC53              | 14 de setembre del 1998 | LINEAR                               |
| 25107 -              | 1998 RL54              | 14 de setembre del 1998 | LINEAR                               |
| 25108 -              | 1998 RV55              | 14 de setembre del 1998 | LINEAR                               |
| 25109 -              | 1998 RR56              | 14 de setembre del 1998 | LINEAR                               |
| 25110 -              | 1998 RC61              | 14 de setembre del 1998 | LINEAR                               |
| 25111 -              | 1998 RG64              | 14 de setembre del 1998 | LINEAR                               |
| 25112 -              | 1998 RL65              | 14 de setembre del 1998 | LINEAR                               |
| 25113 -              | 1998 RS65              | 14 de setembre del 1998 | LINEAR                               |
| 25114 -              | 1998 RJ66              | 14 de setembre del 1998 | LINEAR                               |
| 25115 -              | 1998 RP66              | 14 de setembre del 1998 | LINEAR                               |
| 25116 -              | 1998 RW68              | 14 de setembre del 1998 | LINEAR                               |
| 25117 -              | 1998 RX68              | 14 de setembre del 1998 | LINEAR                               |
| 25118 -              | 1998 RM71              | 14 de setembre del 1998 | LINEAR                               |
| 25119 -              | 1998 RA72              | 14 de setembre del 1998 | LINEAR                               |
| 25120 -              | 1998 RN73              | 14 de setembre del 1998 | LINEAR                               |
| 25121 -              | 1998 RL75              | 14 de setembre del 1998 | LINEAR                               |
| 25122 -              | 1998 RJ77              | 14 de setembre del 1998 | LINEAR                               |
| 25123 -              | 1998 RA78              | 14 de setembre del 1998 | LINEAR                               |
| 25124 -              | 1998 RC78              | 14 de setembre del 1998 | LINEAR                               |
| 25125 -              | 1998 RN78              | 14 de setembre del 1998 | LINEAR                               |
| 25126 -              | 1998 RO78              | 14 de setembre del 1998 | LINEAR                               |
| 25127 -              | 1998 SZ                | 16 de setembre del 1998 | ODAS                                 |
| 25128 -              | 1998 SK1               | 16 de setembre del 1998 | ODAS                                 |
| 25129 -              | 1998 SP1               | 16 de setembre del 1998 | ODAS                                 |
| 25130 -              | 1998 SV1               | 16 de setembre del 1998 | ODAS                                 |
| 25131 -              | 1998 SY3               | 18 de setembre del 1998 | ODAS                                 |
| 25132 -              | 1998 SO9               | 17 de setembre del 1998 | Beijing Schmidt CCD Asteroid Program |
| 25133 -              | 1998 SU14              | 18 de setembre del 1998 | LONEOS                               |
| 25134 -              | 1998 SC17              | 17 de setembre del 1998 | Spacewatch                           |
| 25135 -              | 1998 SX21              | 23 de setembre del 1998 | Višnjan Observatory                  |
| 25136 -              | 1998 SE22              | 23 de setembre del 1998 | Višnjan Observatory                  |
| 25137 -              | 1998 SS23              | 17 de setembre del 1998 | LONEOS                               |
| 25138 -              | 1998 SM24              | 17 de setembre del 1998 | LONEOS                               |
| 25139 -              | 1998 SN25              | 22 de setembre del 1998 | LONEOS                               |
| 25140 -              | 1998 SU25              | 22 de setembre del 1998 | LONEOS                               |
| 25141 -              | 1998 SC27              | 20 de setembre del 1998 | Beijing Schmidt CCD Asteroid Program |
| 25142 Hopf           | 1998 SA28              | 26 de setembre del 1998 | P. G. Comba                          |
| 25143 Itokawa        | 1998 SF36              | 26 de setembre del 1998 | LINEAR                               |
| 25144 -              | 1998 SC43              | 23 de setembre del 1998 | Beijing Schmidt CCD Asteroid Program |
| 25145 -              | 1998 SH43              | 23 de setembre del 1998 | Beijing Schmidt CCD Asteroid Program |
| 25146 -              | 1998 SN43              | 24 de setembre del 1998 | Beijing Schmidt CCD Asteroid Program |
| 25147 -              | 1998 SZ45              | 25 de setembre del 1998 | Spacewatch                           |
| 25148 -              | 1998 SE47              | 25 de setembre del 1998 | Spacewatch                           |
| 25149 -              | 1998 SM49              | 22 de setembre del 1998 | W. Bickel                            |
| 25150 -              | 1998 SB51              | 26 de setembre del 1998 | Spacewatch                           |
| 25151 -              | 1998 SS53              | 16 de setembre del 1998 | LONEOS                               |
| 25152 -              | 1998 SX53              | 16 de setembre del 1998 | LONEOS                               |
| 25153 -              | 1998 SY53              | 16 de setembre del 1998 | LONEOS                               |
| 25154 -              | 1998 SZ54              | 16 de setembre del 1998 | LONEOS                               |
| 25155 -              | 1998 SA55              | 16 de setembre del 1998 | LONEOS                               |
| 25156 -              | 1998 SL55              | 16 de setembre del 1998 | LONEOS                               |
| 25157 -              | 1998 SA56              | 16 de setembre del 1998 | LONEOS                               |
| 25158 -              | 1998 SF57              | 17 de setembre del 1998 | LONEOS                               |
| 25159 -              | 1998 SN57              | 17 de setembre del 1998 | LONEOS                               |
| 25160 -              | 1998 SN58              | 17 de setembre del 1998 | LONEOS                               |
| 25161 -              | 1998 SR58              | 17 de setembre del 1998 | LONEOS                               |
| 25162 -              | 1998 ST59              | 17 de setembre del 1998 | LONEOS                               |
| 25163 -              | 1998 SC60              | 17 de setembre del 1998 | LONEOS                               |
| 25164 -              | 1998 SJ62              | 19 de setembre del 1998 | LONEOS                               |
| 25165 -              | 1998 SK62              | 19 de setembre del 1998 | LONEOS                               |
| 25166 -              | 1998 SM62              | 19 de setembre del 1998 | LONEOS                               |
| 25167 -              | 1998 SO64              | 20 de setembre del 1998 | E. W. Elst                           |
| 25168 -              | 1998 SC65              | 20 de setembre del 1998 | E. W. Elst                           |
| 25169 -              | 1998 SR65              | 20 de setembre del 1998 | E. W. Elst                           |
| 25170 -              | 1998 SB66              | 20 de setembre del 1998 | E. W. Elst                           |
| 25171 -              | 1998 SX66              | 20 de setembre del 1998 | E. W. Elst                           |
| 25172 -              | 1998 SF67              | 20 de setembre del 1998 | E. W. Elst                           |
| 25173 -              | 1998 SN71              | 21 de setembre del 1998 | E. W. Elst                           |
| 25174 -              | 1998 SQ72              | 21 de setembre del 1998 | E. W. Elst                           |
| 25175 -              | 1998 SX75              | 29 de setembre del 1998 | LINEAR                               |
| 25176 -              | 1998 ST81              | 26 de setembre del 1998 | LINEAR                               |
| 25177 -              | 1998 ST84              | 26 de setembre del 1998 | LINEAR                               |
| 25178 -              | 1998 SA96              | 26 de setembre del 1998 | LINEAR                               |
| 25179 -              | 1998 SG100             | 26 de setembre del 1998 | LINEAR                               |
| 25180 -              | 1998 SM107             | 26 de setembre del 1998 | LINEAR                               |
| 25181 -              | 1998 SN108             | 26 de setembre del 1998 | LINEAR                               |
| 25182 -              | 1998 ST110             | 26 de setembre del 1998 | LINEAR                               |
| 25183 -              | 1998 SJ115             | 26 de setembre del 1998 | LINEAR                               |
| 25184 -              | 1998 SL115             | 26 de setembre del 1998 | LINEAR                               |
| 25185 -              | 1998 SR115             | 26 de setembre del 1998 | LINEAR                               |
| 25186 -              | 1998 SY115             | 26 de setembre del 1998 | LINEAR                               |
| 25187 -              | 1998 SH116             | 26 de setembre del 1998 | LINEAR                               |
| 25188 -              | 1998 SR117             | 26 de setembre del 1998 | LINEAR                               |
| 25189 -              | 1998 SD118             | 26 de setembre del 1998 | LINEAR                               |
| 25190 -              | 1998 SM118             | 26 de setembre del 1998 | LINEAR                               |
| 25191 -              | 1998 SE123             | 26 de setembre del 1998 | LINEAR                               |
| 25192 -              | 1998 SU124             | 26 de setembre del 1998 | LINEAR                               |
| 25193 -              | 1998 SV126             | 26 de setembre del 1998 | LINEAR                               |
| 25194 -              | 1998 ST132             | 26 de setembre del 1998 | LINEAR                               |
| 25195 -              | 1998 SR133             | 26 de setembre del 1998 | LINEAR                               |
| 25196 -              | 1998 SH134             | 26 de setembre del 1998 | LINEAR                               |
| 25197 -              | 1998 SX137             | 26 de setembre del 1998 | LINEAR                               |
| 25198 -              | 1998 SC138             | 26 de setembre del 1998 | LINEAR                               |
| 25199 -              | 1998 SB139             | 26 de setembre del 1998 | LINEAR                               |
| 25200 -              | 1998 SK139             | 26 de setembre del 1998 | LINEAR                               |
| 25201-25300          |                        |                         |                                      |
| 25201 -              | 1998 SV140             | 26 de setembre del 1998 | LINEAR                               |
| 25202 -              | 1998 SW140             | 26 de setembre del 1998 | LINEAR                               |
| 25203 -              | 1998 SP143             | 18 de setembre del 1998 | E. W. Elst                           |
| 25204 -              | 1998 SP144             | 20 de setembre del 1998 | E. W. Elst                           |
| 25205 -              | 1998 SQ144             | 20 de setembre del 1998 | E. W. Elst                           |
| 25206 -              | 1998 SX145             | 20 de setembre del 1998 | E. W. Elst                           |
| 25207 -              | 1998 SY145             | 20 de setembre del 1998 | E. W. Elst                           |
| 25208 -              | 1998 SK146             | 20 de setembre del 1998 | E. W. Elst                           |
| 25209 -              | 1998 SO146             | 20 de setembre del 1998 | E. W. Elst                           |
| 25210 -              | 1998 SE147             | 20 de setembre del 1998 | E. W. Elst                           |
| 25211 -              | 1998 SU147             | 20 de setembre del 1998 | E. W. Elst                           |
| 25212 -              | 1998 SU149             | 26 de setembre del 1998 | LINEAR                               |
| 25213 -              | 1998 SP159             | 26 de setembre del 1998 | LINEAR                               |
| 25214 -              | 1998 SS162             | 26 de setembre del 1998 | LINEAR                               |
| 25215 -              | 1998 SC164             | 18 de setembre del 1998 | E. W. Elst                           |
| 25216 Enricobernardi | 1998 TU1               | 10 d'octubre del 1998   | Pleiade                              |
| 25217 -              | 1998 TX1               | 13 d'octubre del 1998   | J. Broughton                         |
| 25218 -              | 1998 TZ1               | 13 d'octubre del 1998   | J. Broughton                         |
| 25219 -              | 1998 TM5               | 13 d'octubre del 1998   | K. Korlević                          |
| 25220 -              | 1998 TQ6               | 15 d'octubre del 1998   | J. Broughton                         |
| 25221 -              | 1998 TJ10              | 12 d'octubre del 1998   | Spacewatch                           |
| 25222 -              | 1998 TT13              | 13 d'octubre del 1998   | Spacewatch                           |
| 25223 -              | 1998 TT26              | 14 d'octubre del 1998   | Spacewatch                           |
| 25224 -              | 1998 TD27              | 14 d'octubre del 1998   | Spacewatch                           |
| 25225 -              | 1998 TN30              | 10 d'octubre del 1998   | LONEOS                               |
| 25226 -              | 1998 TP30              | 10 d'octubre del 1998   | LONEOS                               |
| 25227 -              | 1998 TQ30              | 10 d'octubre del 1998   | LONEOS                               |
| 25228 -              | 1998 TR30              | 10 d'octubre del 1998   | LONEOS                               |
| 25229 -              | 1998 TV30              | 10 d'octubre del 1998   | LONEOS                               |
| 25230 -              | 1998 TT31              | 11 d'octubre del 1998   | LONEOS                               |
| 25231 -              | 1998 TW32              | 14 d'octubre del 1998   | LONEOS                               |
| 25232 -              | 1998 TN33              | 14 d'octubre del 1998   | LONEOS                               |
| 25233 -              | 1998 TD34              | 14 d'octubre del 1998   | LONEOS                               |
| 25234 -              | 1998 TW34              | 14 d'octubre del 1998   | LONEOS                               |
| 25235 -              | 1998 UC3               | 20 d'octubre del 1998   | ODAS                                 |
| 25236 -              | 1998 UT6               | 18 d'octubre del 1998   | T. Kagawa                            |
| 25237 Hurwitz        | 1998 UG7               | 20 d'octubre del 1998   | P. G. Comba                          |
| 25238 -              | 1998 UJ7               | 21 d'octubre del 1998   | K. Korlević                          |
| 25239 -              | 1998 UB8               | 23 d'octubre del 1998   | K. Korlević                          |
| 25240 Qiansanqiang   | 1998 UO8               | 16 d'octubre del 1998   | Beijing Schmidt CCD Asteroid Program |
| 25241 -              | 1998 UF14              | 23 d'octubre del 1998   | Spacewatch                           |
| 25242 -              | 1998 UH15              | 20 d'octubre del 1998   | R. G. Davis                          |
| 25243 -              | 1998 UQ15              | 23 d'octubre del 1998   | K. Korlević                          |
| 25244 -              | 1998 UV15              | 24 d'octubre del 1998   | K. Korlević                          |
| 25245 -              | 1998 UW18              | 26 d'octubre del 1998   | K. Korlević                          |
| 25246 -              | 1998 UX18              | 26 d'octubre del 1998   | K. Korlević                          |
| 25247 -              | 1998 UW19              | 23 d'octubre del 1998   | K. Korlević                          |
| 25248 -              | 1998 UX19              | 24 d'octubre del 1998   | K. Korlević                          |
| 25249 -              | 1998 UV22              | 31 d'octubre del 1998   | T. Kagawa                            |
| 25250 -              | 1998 UX23              | 17 d'octubre del 1998   | LONEOS                               |
| 25251 -              | 1998 UL25              | 18 d'octubre del 1998   | E. W. Elst                           |
| 25252 -              | 1998 UC26              | 18 d'octubre del 1998   | E. W. Elst                           |
| 25253 -              | 1998 UV29              | 18 d'octubre del 1998   | E. W. Elst                           |
| 25254 -              | 1998 UM32              | 29 d'octubre del 1998   | Beijing Schmidt CCD Asteroid Program |
| 25255 -              | 1998 UX32              | 28 d'octubre del 1998   | LINEAR                               |
| 25256 -              | 1998 UG34              | 28 d'octubre del 1998   | LINEAR                               |
| 25257 -              | 1998 UF42              | 28 d'octubre del 1998   | LINEAR                               |
| 25258 Nathaniel      | 1998 VU                | 7 de novembre del 1998  | M. Tichý, J. Tichá                   |
| 25259 -              | 1998 VK4               | 11 de novembre del 1998 | ODAS                                 |
| 25260 -              | 1998 VN5               | 8 de novembre del 1998  | Y. Shimizu, T. Urata                 |
| 25261 -              | 1998 VX5               | 11 de novembre del 1998 | T. Kagawa                            |
| 25262 -              | 1998 VL14              | 10 de novembre del 1998 | LINEAR                               |
| 25263 -              | 1998 VM16              | 10 de novembre del 1998 | LINEAR                               |
| 25264 -              | 1998 VP16              | 10 de novembre del 1998 | LINEAR                               |
| 25265 -              | 1998 VR17              | 10 de novembre del 1998 | LINEAR                               |
| 25266 -              | 1998 VS20              | 10 de novembre del 1998 | LINEAR                               |
| 25267 -              | 1998 VH21              | 10 de novembre del 1998 | LINEAR                               |
| 25268 -              | 1998 VP23              | 10 de novembre del 1998 | LINEAR                               |
| 25269 -              | 1998 VY23              | 10 de novembre del 1998 | LINEAR                               |
| 25270 -              | 1998 VR27              | 10 de novembre del 1998 | LINEAR                               |
| 25271 -              | 1998 VT27              | 10 de novembre del 1998 | LINEAR                               |
| 25272 -              | 1998 VK32              | 14 de novembre del 1998 | J. Broughton                         |
| 25273 Barrycarole    | 1998 VN32              | 15 de novembre del 1998 | I. P. Griffin                        |
| 25274 -              | 1998 VE33              | 15 de novembre del 1998 | J. Broughton                         |
| 25275 -              | 1998 VF33              | 14 de novembre del 1998 | R. A. Tucker                         |
| 25276 Dimai          | 1998 VJ33              | 15 de novembre del 1998 | V. Goretti                           |
| 25277 -              | 1998 VR34              | 14 de novembre del 1998 | N. Kawasato                          |
| 25278 -              | 1998 VD51              | 13 de novembre del 1998 | LINEAR                               |
| 25279 -              | 1998 VF52              | 13 de novembre del 1998 | LINEAR                               |
| 25280 -              | 1998 VY53              | 14 de novembre del 1998 | LINEAR                               |
| 25281 -              | 1998 WP                | 16 de novembre del 1998 | D. K. Chesney                        |
| 25282 -              | 1998 WR                | 18 de novembre del 1998 | LINEAR                               |
| 25283 -              | 1998 WU                | 17 de novembre del 1998 | T. Kobayashi                         |
| 25284 -              | 1998 WL2               | 17 de novembre del 1998 | CSS                                  |
| 25285 -              | 1998 WB7               | 17 de novembre del 1998 | N. Kawasato                          |
| 25286 -              | 1998 WC8               | 18 de novembre del 1998 | S. Ueda, H. Kaneda                   |
| 25287 -              | 1998 WR9               | 28 de novembre del 1998 | K. Korlević                          |
| 25288 -              | 1998 WM10              | 21 de novembre del 1998 | LINEAR                               |
| 25289 -              | 1998 WE12              | 21 de novembre del 1998 | LINEAR                               |
| 25290 -              | 1998 WH14              | 21 de novembre del 1998 | LINEAR                               |
| 25291 -              | 1998 WO16              | 21 de novembre del 1998 | LINEAR                               |
| 25292 -              | 1998 WQ16              | 21 de novembre del 1998 | LINEAR                               |
| 25293 -              | 1998 WS16              | 21 de novembre del 1998 | LINEAR                               |
| 25294 -              | 1998 WA17              | 21 de novembre del 1998 | LINEAR                               |
| 25295 -              | 1998 WK17              | 21 de novembre del 1998 | LINEAR                               |
| 25296 -              | 1998 WD20              | 26 de novembre del 1998 | F. Uto                               |
| 25297 -              | 1998 WW20              | 18 de novembre del 1998 | LINEAR                               |
| 25298 -              | 1998 WB22              | 18 de novembre del 1998 | LINEAR                               |
| 25299 -              | 1998 WX22              | 18 de novembre del 1998 | LINEAR                               |
| 25300 -              | 1998 WE23              | 18 de novembre del 1998 | LINEAR                               |
| 25301-25400          |                        |                         |                                      |
| 25301 Ambrofogar     | 1998 XZ2               | 7 de desembre del 1998  | M. Tombelli, A. Boattini             |
| 25302 Niim           | 1998 XW3               | 9 de desembre del 1998  | N. Sato                              |
| 25303 -              | 1998 XE17              | 8 de desembre del 1998  | ODAS                                 |
| 25304 -              | 1998 XQ28              | 14 de desembre del 1998 | LINEAR                               |
| 25305 -              | 1998 XH62              | 9 de desembre del 1998  | LINEAR                               |
| 25306 -              | 1998 XQ73              | 14 de desembre del 1998 | LINEAR                               |
| 25307 -              | 1998 XU77              | 15 de desembre del 1998 | LINEAR                               |
| 25308 -              | 1998 XW82              | 15 de desembre del 1998 | LINEAR                               |
| 25309 -              | 1998 XQ87              | 15 de desembre del 1998 | LINEAR                               |
| 25310 -              | 1998 XY92              | 15 de desembre del 1998 | LINEAR                               |
| 25311 -              | 1998 YV3               | 17 de desembre del 1998 | T. Rezek, P. Pravec                  |
| 25312 -              | 1998 YU6               | 22 de desembre del 1998 | V. S. Casulli                        |
| 25313 -              | 1998 YV8               | 22 de desembre del 1998 | Beijing Schmidt CCD Asteroid Program |
| 25314 -              | 1999 AK3               | 8 de gener del 1999     | LINEAR                               |
| 25315 -              | 1999 AZ8               | 9 de gener del 1999     | Beijing Schmidt CCD Asteroid Program |
| 25316 -              | 1999 AH23              | 10 de gener del 1999    | LONEOS                               |
| 25317 -              | 1999 BL12              | 24 de gener del 1999    | Črni Vrh                             |
| 25318 -              | 1999 CH12              | 12 de febrer del 1999   | LINEAR                               |
| 25319 -              | 1999 CT14              | 15 de febrer del 1999   | K. Korlević                          |
| 25320 -              | 1999 CP15              | 11 de febrer del 1999   | LINEAR                               |
| 25321 -              | 1999 FR27              | 19 de març del 1999     | LINEAR                               |
| 25322 -              | 1999 FM28              | 19 de març del 1999     | LINEAR                               |
| 25323 -              | 1999 FC34              | 19 de març del 1999     | LINEAR                               |
| 25324 -              | 1999 GQ4               | 10 d'abril del 1999     | K. Korlević                          |
| 25325 -              | 1999 JS5               | 10 de maig del 1999     | LINEAR                               |
| 25326 -              | 1999 JB32              | 10 de maig del 1999     | LINEAR                               |
| 25327 -              | 1999 JB63              | 10 de maig del 1999     | LINEAR                               |
| 25328 -              | 1999 JK83              | 12 de maig del 1999     | LINEAR                               |
| 25329 -              | 1999 JO84              | 12 de maig del 1999     | LINEAR                               |
| 25330 -              | 1999 KV4               | 17 de maig del 1999     | CSS                                  |
| 25331 -              | 1999 KY4               | 20 de maig del 1999     | J. M. Roe                            |
| 25332 -              | 1999 KK6               | 17 de maig del 1999     | LINEAR                               |
| 25333 -              | 1999 KW13              | 18 de maig del 1999     | LINEAR                               |
| 25334 -              | 1999 LK11              | 8 de juny del 1999      | LINEAR                               |
| 25335 -              | 1999 NT                | 9 de juliol del 1999    | M. Bœuf                              |
| 25336 -              | 1999 OR2               | 22 de juliol del 1999   | LINEAR                               |
| 25337 -              | 1999 PK                | 6 d'agost del 1999      | G. Masi                              |
| 25338 -              | 1999 RE2               | 6 de setembre del 1999  | C. W. Juels                          |
| 25339 -              | 1999 RE27              | 7 de setembre del 1999  | LINEAR                               |
| 25340 Segoves        | 1999 RX31              | 10 de setembre del 1999 | M. Tichý, Z. Moravec                 |
| 25341 -              | 1999 RT38              | 13 de setembre del 1999 | K. Korlević                          |
| 25342 -              | 1999 RQ42              | 14 de setembre del 1999 | K. Korlević                          |
| 25343 -              | 1999 RA44              | 15 de setembre del 1999 | K. Korlević                          |
| 25344 -              | 1999 RN72              | 7 de setembre del 1999  | LINEAR                               |
| 25345 -              | 1999 RW88              | 7 de setembre del 1999  | LINEAR                               |
| 25346 -              | 1999 RS103             | 8 de setembre del 1999  | LINEAR                               |
| 25347 -              | 1999 RQ116             | 9 de setembre del 1999  | LINEAR                               |
| 25348 -              | 1999 RJ124             | 9 de setembre del 1999  | LINEAR                               |
| 25349 -              | 1999 RL127             | 9 de setembre del 1999  | LINEAR                               |
| 25350 -              | 1999 RB143             | 9 de setembre del 1999  | LINEAR                               |
| 25351 -              | 1999 RK173             | 9 de setembre del 1999  | LINEAR                               |
| 25352 -              | 1999 RQ201             | 8 de setembre del 1999  | LINEAR                               |
| 25353 -              | 1999 RB210             | 8 de setembre del 1999  | LINEAR                               |
| 25354 -              | 1999 RD211             | 8 de setembre del 1999  | LINEAR                               |
| 25355 -              | 1999 RU221             | 5 de setembre del 1999  | CSS                                  |
| 25356 -              | 1999 SK6               | 30 de setembre del 1999 | LINEAR                               |
| 25357 -              | 1999 TM                | 1 d'octubre del 1999    | T. Stafford                          |
| 25358 -              | 1999 TY3               | 2 d'octubre del 1999    | L. Šarounová                         |
| 25359 -              | 1999 TW11              | 10 d'octubre del 1999   | K. Korlević, M. Jurić                |
| 25360 -              | 1999 TK14              | 10 d'octubre del 1999   | K. Korlević, M. Jurić                |
| 25361 -              | 1999 TC23              | 3 d'octubre del 1999    | Spacewatch                           |
| 25362 -              | 1999 TH24              | 4 d'octubre del 1999    | Spacewatch                           |
| 25363 -              | 1999 TW24              | 2 d'octubre del 1999    | LINEAR                               |
| 25364 -              | 1999 TD26              | 3 d'octubre del 1999    | LINEAR                               |
| 25365 -              | 1999 TC27              | 3 d'octubre del 1999    | LINEAR                               |
| 25366 -              | 1999 TH30              | 4 d'octubre del 1999    | LINEAR                               |
| 25367 -              | 1999 TC96              | 2 d'octubre del 1999    | LINEAR                               |
| 25368 -              | 1999 TQ96              | 2 d'octubre del 1999    | LINEAR                               |
| 25369 -              | 1999 TR108             | 4 d'octubre del 1999    | LINEAR                               |
| 25370 -              | 1999 TW144             | 7 d'octubre del 1999    | LINEAR                               |
| 25371 -              | 1999 TS153             | 7 d'octubre del 1999    | LINEAR                               |
| 25372 -              | 1999 TB164             | 9 d'octubre del 1999    | LINEAR                               |
| 25373 -              | 1999 TC166             | 10 d'octubre del 1999   | LINEAR                               |
| 25374 -              | 1999 TC178             | 10 d'octubre del 1999   | LINEAR                               |
| 25375 -              | 1999 TR180             | 10 d'octubre del 1999   | LINEAR                               |
| 25376 -              | 1999 TS180             | 10 d'octubre del 1999   | LINEAR                               |
| 25377 -              | 1999 TZ196             | 12 d'octubre del 1999   | LINEAR                               |
| 25378 -              | 1999 TY197             | 12 d'octubre del 1999   | LINEAR                               |
| 25379 -              | 1999 TL210             | 14 d'octubre del 1999   | LINEAR                               |
| 25380 -              | 1999 TA212             | 15 d'octubre del 1999   | LINEAR                               |
| 25381 -              | 1999 TE213             | 15 d'octubre del 1999   | LINEAR                               |
| 25382 -              | 1999 TK226             | 3 d'octubre del 1999    | Spacewatch                           |
| 25383 -              | 1999 UN1               | 18 d'octubre del 1999   | Kleť                                 |
| 25384 Partizánske    | 1999 UW1               | 18 d'octubre del 1999   | P. Kušnirák                          |
| 25385 -              | 1999 UC3               | 20 d'octubre del 1999   | T. Kagawa                            |
| 25386 -              | 1999 UE3               | 17 d'octubre del 1999   | W. Bickel                            |
| 25387 -              | 1999 UN3               | 16 d'octubre del 1999   | K. Korlević                          |
| 25388 -              | 1999 UG4               | 31 d'octubre del 1999   | J. M. Roe                            |
| 25389 -              | 1999 UJ9               | 29 d'octubre del 1999   | CSS                                  |
| 25390 -              | 1999 UU10              | 31 d'octubre del 1999   | LINEAR                               |
| 25391 -              | 1999 UC16              | 29 d'octubre del 1999   | CSS                                  |
| 25392 -              | 1999 UC26              | 30 d'octubre del 1999   | CSS                                  |
| 25393 -              | 1999 UK26              | 30 d'octubre del 1999   | CSS                                  |
| 25394 -              | 1999 UQ48              | 30 d'octubre del 1999   | CSS                                  |
| 25395 -              | 1999 VF6               | 5 de novembre del 1999  | T. Kobayashi                         |
| 25396 -              | 1999 VL10              | 9 de novembre del 1999  | T. Kobayashi                         |
| 25397 -              | 1999 VY10              | 7 de novembre del 1999  | S. Sposetti                          |
| 25398 -              | 1999 VM12              | 11 de novembre del 1999 | C. W. Juels                          |
| 25399 Vonnegut       | 1999 VN20              | 11 de novembre del 1999 | C. W. Juels                          |
| 25400 -              | 1999 VU20              | 9 de novembre del 1999  | Y. Shimizu, T. Urata                 |
| 25401-25500          |                        |                         |                                      |
| 25401 -              | 1999 VY24              | 13 de novembre del 1999 | T. Kobayashi                         |
| 25402 -              | 1999 VA27              | 3 de novembre del 1999  | LINEAR                               |
| 25403 -              | 1999 VE31              | 3 de novembre del 1999  | LINEAR                               |
| 25404 -              | 1999 VU31              | 3 de novembre del 1999  | LINEAR                               |
| 25405 -              | 1999 VM32              | 3 de novembre del 1999  | LINEAR                               |
| 25406 -              | 1999 VR32              | 3 de novembre del 1999  | LINEAR                               |
| 25407 -              | 1999 VM34              | 3 de novembre del 1999  | LINEAR                               |
| 25408 -              | 1999 VB35              | 3 de novembre del 1999  | LINEAR                               |
| 25409 -              | 1999 VD36              | 3 de novembre del 1999  | LINEAR                               |
| 25410 -              | 1999 VG36              | 3 de novembre del 1999  | LINEAR                               |
| 25411 -              | 1999 VM37              | 3 de novembre del 1999  | LINEAR                               |
| 25412 -              | 1999 VZ38              | 10 de novembre del 1999 | LINEAR                               |
| 25413 -              | 1999 VE39              | 10 de novembre del 1999 | LINEAR                               |
| 25414 -              | 1999 VH48              | 3 de novembre del 1999  | LINEAR                               |
| 25415 -              | 1999 VL53              | 3 de novembre del 1999  | LINEAR                               |
| 25416 -              | 1999 VY58              | 4 de novembre del 1999  | LINEAR                               |
| 25417 -              | 1999 VZ65              | 4 de novembre del 1999  | LINEAR                               |
| 25418 -              | 1999 VG66              | 4 de novembre del 1999  | LINEAR                               |
| 25419 -              | 1999 VC72              | 11 de novembre del 1999 | Beijing Schmidt CCD Asteroid Program |
| 25420 -              | 1999 VN81              | 5 de novembre del 1999  | LINEAR                               |
| 25421 -              | 1999 VL86              | 5 de novembre del 1999  | LINEAR                               |
| 25422 -              | 1999 VL111             | 9 de novembre del 1999  | LINEAR                               |
| 25423 -              | 1999 VS127             | 9 de novembre del 1999  | Spacewatch                           |
| 25424 -              | 1999 VQ158             | 14 de novembre del 1999 | LINEAR                               |
| 25425 -              | 1999 VR169             | 14 de novembre del 1999 | LINEAR                               |
| 25426 -              | 1999 VU169             | 14 de novembre del 1999 | LINEAR                               |
| 25427 -              | 1999 VP170             | 14 de novembre del 1999 | LINEAR                               |
| 25428 -              | 1999 VM172             | 14 de novembre del 1999 | LINEAR                               |
| 25429 -              | 1999 VM187             | 15 de novembre del 1999 | LINEAR                               |
| 25430 -              | 1999 VT189             | 15 de novembre del 1999 | LINEAR                               |
| 25431 -              | 1999 VW194             | 2 de novembre del 1999  | CSS                                  |
| 25432 -              | 1999 VG225             | 5 de novembre del 1999  | LINEAR                               |
| 25433 -              | 1999 WM2               | 26 de novembre del 1999 | K. Korlević                          |
| 25434 -              | 1999 WS2               | 29 de novembre del 1999 | Kleť                                 |
| 25435 -              | 1999 WX3               | 28 de novembre del 1999 | T. Kobayashi                         |
| 25436 -              | 1999 WE4               | 28 de novembre del 1999 | T. Kobayashi                         |
| 25437 -              | 1999 WP4               | 28 de novembre del 1999 | T. Kobayashi                         |
| 25438 -              | 1999 WY5               | 30 de novembre del 1999 | LINEAR                               |
| 25439 -              | 1999 WV6               | 28 de novembre del 1999 | K. Korlević                          |
| 25440 -              | 1999 WR7               | 28 de novembre del 1999 | K. Korlević                          |
| 25441 -              | 1999 WG8               | 28 de novembre del 1999 | Uppsala-DLR Asteroid Survey          |
| 25442 -              | 1999 WQ9               | 30 de novembre del 1999 | T. Kobayashi                         |
| 25443 -              | 1999 WC10              | 30 de novembre del 1999 | T. Kobayashi                         |
| 25444 -              | 1999 WL13              | 29 de novembre del 1999 | K. Korlević                          |
| 25445 -              | 1999 XK1               | 2 de desembre del 1999  | T. Kobayashi                         |
| 25446 -              | 1999 XF2               | 4 de desembre del 1999  | T. Kagawa                            |
| 25447 -              | 1999 XE4               | 4 de desembre del 1999  | CSS                                  |
| 25448 -              | 1999 XJ4               | 4 de desembre del 1999  | CSS                                  |
| 25449 -              | 1999 XN6               | 4 de desembre del 1999  | CSS                                  |
| 25450 -              | 1999 XQ7               | 4 de desembre del 1999  | C. W. Juels                          |
| 25451 -              | 1999 XC8               | 3 de desembre del 1999  | T. Kobayashi                         |
| 25452 -              | 1999 XS10              | 5 de desembre del 1999  | CSS                                  |
| 25453 -              | 1999 XU11              | 6 de desembre del 1999  | CSS                                  |
| 25454 -              | 1999 XN12              | 5 de desembre del 1999  | LINEAR                               |
| 25455 -              | 1999 XP12              | 5 de desembre del 1999  | LINEAR                               |
| 25456 -              | 1999 XQ12              | 5 de desembre del 1999  | LINEAR                               |
| 25457 -              | 1999 XH13              | 5 de desembre del 1999  | LINEAR                               |
| 25458 -              | 1999 XT13              | 5 de desembre del 1999  | LINEAR                               |
| 25459 -              | 1999 XL14              | 5 de desembre del 1999  | LINEAR                               |
| 25460 -              | 1999 XX15              | 6 de desembre del 1999  | K. Korlević                          |
| 25461 -              | 1999 XR18              | 3 de desembre del 1999  | LINEAR                               |
| 25462 -              | 1999 XV18              | 3 de desembre del 1999  | LINEAR                               |
| 25463 -              | 1999 XJ21              | 5 de desembre del 1999  | LINEAR                               |
| 25464 -              | 1999 XA24              | 6 de desembre del 1999  | LINEAR                               |
| 25465 -              | 1999 XT25              | 6 de desembre del 1999  | LINEAR                               |
| 25466 -              | 1999 XG31              | 6 de desembre del 1999  | LINEAR                               |
| 25467 -              | 1999 XV32              | 6 de desembre del 1999  | LINEAR                               |
| 25468 -              | 1999 XS33              | 6 de desembre del 1999  | LINEAR                               |
| 25469 -              | 1999 XC34              | 6 de desembre del 1999  | LINEAR                               |
| 25470 -              | 1999 XW35              | 6 de desembre del 1999  | J. Nomen                             |
| 25471 -              | 1999 XZ35              | 6 de desembre del 1999  | T. Kobayashi                         |
| 25472 Joanoro        | 1999 XL36              | 6 de desembre del 1999  | J. Nomen                             |
| 25473 -              | 1999 XJ38              | 3 de desembre del 1999  | N. Kawasato                          |
| 25474 -              | 1999 XO38              | 8 de desembre del 1999  | LINEAR                               |
| 25475 -              | 1999 XY40              | 7 de desembre del 1999  | LINEAR                               |
| 25476 -              | 1999 XU42              | 7 de desembre del 1999  | LINEAR                               |
| 25477 -              | 1999 XC44              | 7 de desembre del 1999  | LINEAR                               |
| 25478 -              | 1999 XR45              | 7 de desembre del 1999  | LINEAR                               |
| 25479 -              | 1999 XD54              | 7 de desembre del 1999  | LINEAR                               |
| 25480 -              | 1999 XB67              | 7 de desembre del 1999  | LINEAR                               |
| 25481 -              | 1999 XU68              | 7 de desembre del 1999  | LINEAR                               |
| 25482 -              | 1999 XM72              | 7 de desembre del 1999  | LINEAR                               |
| 25483 -              | 1999 XF74              | 7 de desembre del 1999  | LINEAR                               |
| 25484 -              | 1999 XL75              | 7 de desembre del 1999  | LINEAR                               |
| 25485 -              | 1999 XY75              | 7 de desembre del 1999  | LINEAR                               |
| 25486 -              | 1999 XF81              | 7 de desembre del 1999  | LINEAR                               |
| 25487 -              | 1999 XU82              | 7 de desembre del 1999  | LINEAR                               |
| 25488 -              | 1999 XD83              | 7 de desembre del 1999  | LINEAR                               |
| 25489 -              | 1999 XN83              | 7 de desembre del 1999  | LINEAR                               |
| 25490 -              | 1999 XN84              | 7 de desembre del 1999  | LINEAR                               |
| 25491 -              | 1999 XS84              | 7 de desembre del 1999  | LINEAR                               |
| 25492 -              | 1999 XF85              | 7 de desembre del 1999  | LINEAR                               |
| 25493 -              | 1999 XG85              | 7 de desembre del 1999  | LINEAR                               |
| 25494 -              | 1999 XV86              | 7 de desembre del 1999  | LINEAR                               |
| 25495 -              | 1999 XW86              | 7 de desembre del 1999  | LINEAR                               |
| 25496 -              | 1999 XY86              | 7 de desembre del 1999  | LINEAR                               |
| 25497 -              | 1999 XV87              | 7 de desembre del 1999  | LINEAR                               |
| 25498 -              | 1999 XJ88              | 7 de desembre del 1999  | LINEAR                               |
| 25499 -              | 1999 XR88              | 7 de desembre del 1999  | LINEAR                               |
| 25500 -              | 1999 XF91              | 7 de desembre del 1999  | LINEAR                               |
| 25501-25600          |                        |                         |                                      |
| 25501 -              | 1999 XK91              | 7 de desembre del 1999  | LINEAR                               |
| 25502 -              | 1999 XO91              | 7 de desembre del 1999  | LINEAR                               |
| 25503 -              | 1999 XW93              | 7 de desembre del 1999  | LINEAR                               |
| 25504 -              | 1999 XS94              | 7 de desembre del 1999  | LINEAR                               |
| 25505 -              | 1999 XQ95              | 7 de desembre del 1999  | T. Kobayashi                         |
| 25506 -              | 1999 XS95              | 9 de desembre del 1999  | T. Kobayashi                         |
| 25507 -              | 1999 XB96              | 9 de desembre del 1999  | T. Kobayashi                         |
| 25508 -              | 1999 XC96              | 9 de desembre del 1999  | T. Kobayashi                         |
| 25509 -              | 1999 XF97              | 7 de desembre del 1999  | LINEAR                               |
| 25510 -              | 1999 XJ97              | 7 de desembre del 1999  | LINEAR                               |
| 25511 -              | 1999 XM97              | 7 de desembre del 1999  | LINEAR                               |
| 25512 -              | 1999 XT97              | 7 de desembre del 1999  | LINEAR                               |
| 25513 -              | 1999 XM98              | 7 de desembre del 1999  | LINEAR                               |
| 25514 -              | 1999 XJ99              | 7 de desembre del 1999  | LINEAR                               |
| 25515 -              | 1999 XU99              | 7 de desembre del 1999  | LINEAR                               |
| 25516 -              | 1999 XS100             | 7 de desembre del 1999  | LINEAR                               |
| 25517 -              | 1999 XD101             | 7 de desembre del 1999  | LINEAR                               |
| 25518 -              | 1999 XO101             | 7 de desembre del 1999  | LINEAR                               |
| 25519 -              | 1999 XS101             | 7 de desembre del 1999  | LINEAR                               |
| 25520 -              | 1999 XV102             | 7 de desembre del 1999  | LINEAR                               |
| 25521 -              | 1999 XH103             | 7 de desembre del 1999  | LINEAR                               |
| 25522 -              | 1999 XK103             | 7 de desembre del 1999  | LINEAR                               |
| 25523 -              | 1999 XU104             | 10 de desembre del 1999 | T. Kobayashi                         |
| 25524 -              | 1999 XA106             | 11 de desembre del 1999 | T. Kobayashi                         |
| 25525 -              | 1999 XM113             | 11 de desembre del 1999 | LINEAR                               |
| 25526 -              | 1999 XV115             | 5 de desembre del 1999  | CSS                                  |
| 25527 -              | 1999 XM117             | 5 de desembre del 1999  | CSS                                  |
| 25528 -              | 1999 XP126             | 7 de desembre del 1999  | CSS                                  |
| 25529 -              | 1999 XL127             | 11 de desembre del 1999 | C. W. Juels                          |
| 25530 -              | 1999 XQ127             | 6 de desembre del 1999  | K. Korlević                          |
| 25531 -              | 1999 XE133             | 12 de desembre del 1999 | LINEAR                               |
| 25532 -              | 1999 XJ133             | 12 de desembre del 1999 | LINEAR                               |
| 25533 -              | 1999 XC140             | 2 de desembre del 1999  | Spacewatch                           |
| 25534 -              | 1999 XK140             | 2 de desembre del 1999  | Spacewatch                           |
| 25535 -              | 1999 XF144             | 15 de desembre del 1999 | C. W. Juels                          |
| 25536 -              | 1999 XG144             | 15 de desembre del 1999 | C. W. Juels                          |
| 25537 -              | 1999 XK157             | 8 de desembre del 1999  | LINEAR                               |
| 25538 -              | 1999 XN158             | 8 de desembre del 1999  | LINEAR                               |
| 25539 -              | 1999 XA159             | 8 de desembre del 1999  | LINEAR                               |
| 25540 -              | 1999 XQ159             | 8 de desembre del 1999  | LINEAR                               |
| 25541 -              | 1999 XB160             | 8 de desembre del 1999  | LINEAR                               |
| 25542 -              | 1999 XH160             | 8 de desembre del 1999  | LINEAR                               |
| 25543 -              | 1999 XR160             | 8 de desembre del 1999  | LINEAR                               |
| 25544 -              | 1999 XU161             | 13 de desembre del 1999 | LINEAR                               |
| 25545 -              | 1999 XG164             | 8 de desembre del 1999  | LINEAR                               |
| 25546 -              | 1999 XL164             | 8 de desembre del 1999  | LINEAR                               |
| 25547 -              | 1999 XV164             | 8 de desembre del 1999  | LINEAR                               |
| 25548 -              | 1999 XP165             | 8 de desembre del 1999  | LINEAR                               |
| 25549 -              | 1999 XZ167             | 10 de desembre del 1999 | LINEAR                               |
| 25550 -              | 1999 XH168             | 10 de desembre del 1999 | LINEAR                               |
| 25551 -              | 1999 XP168             | 10 de desembre del 1999 | LINEAR                               |
| 25552 -              | 1999 XS168             | 10 de desembre del 1999 | LINEAR                               |
| 25553 -              | 1999 XC169             | 10 de desembre del 1999 | LINEAR                               |
| 25554 -              | 1999 XG169             | 10 de desembre del 1999 | LINEAR                               |
| 25555 -              | 1999 XJ169             | 10 de desembre del 1999 | LINEAR                               |
| 25556 -              | 1999 XP169             | 10 de desembre del 1999 | LINEAR                               |
| 25557 -              | 1999 XW171             | 10 de desembre del 1999 | LINEAR                               |
| 25558 -              | 1999 XT172             | 10 de desembre del 1999 | LINEAR                               |
| 25559 -              | 1999 XW172             | 10 de desembre del 1999 | LINEAR                               |
| 25560 -              | 1999 XD173             | 10 de desembre del 1999 | LINEAR                               |
| 25561 -              | 1999 XN173             | 10 de desembre del 1999 | LINEAR                               |
| 25562 -              | 1999 XJ174             | 10 de desembre del 1999 | LINEAR                               |
| 25563 -              | 1999 XR174             | 10 de desembre del 1999 | LINEAR                               |
| 25564 -              | 1999 XC175             | 10 de desembre del 1999 | LINEAR                               |
| 25565 -              | 1999 XM175             | 10 de desembre del 1999 | LINEAR                               |
| 25566 -              | 1999 XM177             | 10 de desembre del 1999 | LINEAR                               |
| 25567 -              | 1999 XJ178             | 10 de desembre del 1999 | LINEAR                               |
| 25568 -              | 1999 XC179             | 10 de desembre del 1999 | LINEAR                               |
| 25569 -              | 1999 XE192             | 12 de desembre del 1999 | LINEAR                               |
| 25570 -              | 1999 XT194             | 12 de desembre del 1999 | LINEAR                               |
| 25571 -              | 1999 XP195             | 12 de desembre del 1999 | LINEAR                               |
| 25572 -              | 1999 XJ197             | 12 de desembre del 1999 | LINEAR                               |
| 25573 -              | 1999 XT205             | 12 de desembre del 1999 | LINEAR                               |
| 25574 -              | 1999 XZ205             | 12 de desembre del 1999 | LINEAR                               |
| 25575 -              | 1999 XD206             | 12 de desembre del 1999 | LINEAR                               |
| 25576 -              | 1999 XL213             | 14 de desembre del 1999 | LINEAR                               |
| 25577 -              | 1999 XN213             | 14 de desembre del 1999 | LINEAR                               |
| 25578 -              | 1999 XB217             | 13 de desembre del 1999 | Spacewatch                           |
| 25579 -              | 1999 XO217             | 13 de desembre del 1999 | Spacewatch                           |
| 25580 -              | 1999 XU220             | 14 de desembre del 1999 | LINEAR                               |
| 25581 -              | 1999 XD221             | 14 de desembre del 1999 | LINEAR                               |
| 25582 -              | 1999 XG221             | 14 de desembre del 1999 | LINEAR                               |
| 25583 -              | 1999 XJ221             | 14 de desembre del 1999 | LINEAR                               |
| 25584 -              | 1999 XO221             | 15 de desembre del 1999 | LINEAR                               |
| 25585 -              | 1999 XK224             | 13 de desembre del 1999 | Spacewatch                           |
| 25586 -              | 1999 XY225             | 13 de desembre del 1999 | Spacewatch                           |
| 25587 -              | 1999 XL227             | 15 de desembre del 1999 | Spacewatch                           |
| 25588 -              | 1999 XW230             | 7 de desembre del 1999  | CSS                                  |
| 25589 -              | 1999 XY231             | 9 de desembre del 1999  | CSS                                  |
| 25590 -              | 1999 XM238             | 3 de desembre del 1999  | LINEAR                               |
| 25591 -              | 1999 XG252             | 9 de desembre del 1999  | Spacewatch                           |
| 25592 -              | 1999 YO1               | 19 de desembre del 1999 | Y. Ikari                             |
| 25593 Camillejordan  | 1999 YA5               | 28 de desembre del 1999 | P. G. Comba                          |
| 25594 Kessler        | 1999 YA9               | 29 de desembre del 1999 | G. Hug, G. Bell                      |
| 25595 -              | 1999 YD9               | 29 de desembre del 1999 | G. Hug, G. Bell                      |
| 25596 -              | 1999 YO9               | 31 de desembre del 1999 | T. Kobayashi                         |
| 25597 -              | 1999 YS14              | 31 de desembre del 1999 | LONEOS                               |
| 25598 -              | 1999 YK16              | 31 de desembre del 1999 | Spacewatch                           |
| 25599 -              | 2000 AN                | 2 de gener del 2000     | C. W. Juels                          |
| 25600 -              | 2000 AS1               | 2 de gener del 2000     | K. Korlević                          |
| 25601-25700          |                        |                         |                                      |
| 25601 Francopacini   | 2000 AX2               | 1 de gener del 2000     | M. Tombelli, L. Tesi                 |
| 25602 Ucaronia       | 2000 AA3               | 2 de gener del 2000     | A. Boattini, A. Caronia              |
| 25603 -              | 2000 AR4               | 2 de gener del 2000     | K. Korlević                          |
| 25604 Karlin         | 2000 AM6               | 4 de gener del 2000     | P. G. Comba                          |
| 25605 -              | 2000 AP7               | 2 de gener del 2000     | LINEAR                               |
| 25606 -              | 2000 AT7               | 2 de gener del 2000     | LINEAR                               |
| 25607 -              | 2000 AN10              | 3 de gener del 2000     | LINEAR                               |
| 25608 -              | 2000 AY10              | 3 de gener del 2000     | LINEAR                               |
| 25609 -              | 2000 AA12              | 3 de gener del 2000     | LINEAR                               |
| 25610 -              | 2000 AC20              | 3 de gener del 2000     | LINEAR                               |
| 25611 -              | 2000 AY20              | 3 de gener del 2000     | LINEAR                               |
| 25612 -              | 2000 AZ22              | 3 de gener del 2000     | LINEAR                               |
| 25613 -              | 2000 AL24              | 3 de gener del 2000     | LINEAR                               |
| 25614 -              | 2000 AE28              | 3 de gener del 2000     | LINEAR                               |
| 25615 -              | 2000 AR31              | 3 de gener del 2000     | LINEAR                               |
| 25616 -              | 2000 AJ32              | 3 de gener del 2000     | LINEAR                               |
| 25617 -              | 2000 AN32              | 3 de gener del 2000     | LINEAR                               |
| 25618 -              | 2000 AJ34              | 3 de gener del 2000     | LINEAR                               |
| 25619 -              | 2000 AQ34              | 3 de gener del 2000     | LINEAR                               |
| 25620 -              | 2000 AL40              | 3 de gener del 2000     | LINEAR                               |
| 25621 -              | 2000 AF41              | 3 de gener del 2000     | LINEAR                               |
| 25622 -              | 2000 AN46              | 3 de gener del 2000     | LINEAR                               |
| 25623 -              | 2000 AY47              | 4 de gener del 2000     | LINEAR                               |
| 25624 Kronecker      | 2000 AK48              | 6 de gener del 2000     | P. G. Comba                          |
| 25625 Verdenet       | 2000 AN48              | 5 de gener del 2000     | J.-C. Merlin                         |
| 25626 -              | 2000 AD50              | 5 de gener del 2000     | K. Korlević                          |
| 25627 -              | 2000 AU50              | 5 de gener del 2000     | C. W. Juels                          |
| 25628 Kummer         | 2000 AZ50              | 7 de gener del 2000     | P. G. Comba                          |
| 25629 -              | 2000 AH52              | 4 de gener del 2000     | LINEAR                               |
| 25630 -              | 2000 AT53              | 4 de gener del 2000     | LINEAR                               |
| 25631 -              | 2000 AJ55              | 4 de gener del 2000     | LINEAR                               |
| 25632 -              | 2000 AO55              | 4 de gener del 2000     | LINEAR                               |
| 25633 -              | 2000 AB56              | 4 de gener del 2000     | LINEAR                               |
| 25634 -              | 2000 AZ59              | 4 de gener del 2000     | LINEAR                               |
| 25635 -              | 2000 AW61              | 4 de gener del 2000     | LINEAR                               |
| 25636 -              | 2000 AS62              | 4 de gener del 2000     | LINEAR                               |
| 25637 -              | 2000 AL63              | 4 de gener del 2000     | LINEAR                               |
| 25638 -              | 2000 AB64              | 4 de gener del 2000     | LINEAR                               |
| 25639 -              | 2000 AV64              | 4 de gener del 2000     | LINEAR                               |
| 25640 -              | 2000 AA65              | 4 de gener del 2000     | LINEAR                               |
| 25641 -              | 2000 AT65              | 4 de gener del 2000     | LINEAR                               |
| 25642 -              | 2000 AW65              | 4 de gener del 2000     | LINEAR                               |
| 25643 -              | 2000 AK68              | 5 de gener del 2000     | LINEAR                               |
| 25644 -              | 2000 AP70              | 5 de gener del 2000     | LINEAR                               |
| 25645 -              | 2000 AZ73              | 5 de gener del 2000     | LINEAR                               |
| 25646 -              | 2000 AL74              | 5 de gener del 2000     | LINEAR                               |
| 25647 -              | 2000 AQ75              | 5 de gener del 2000     | LINEAR                               |
| 25648 -              | 2000 AJ77              | 5 de gener del 2000     | LINEAR                               |
| 25649 -              | 2000 AC78              | 5 de gener del 2000     | LINEAR                               |
| 25650 -              | 2000 AX79              | 5 de gener del 2000     | LINEAR                               |
| 25651 -              | 2000 AG81              | 5 de gener del 2000     | LINEAR                               |
| 25652 -              | 2000 AQ83              | 5 de gener del 2000     | LINEAR                               |
| 25653 -              | 2000 AV84              | 5 de gener del 2000     | LINEAR                               |
| 25654 -              | 2000 AX85              | 5 de gener del 2000     | LINEAR                               |
| 25655 -              | 2000 AU86              | 5 de gener del 2000     | LINEAR                               |
| 25656 -              | 2000 AF87              | 5 de gener del 2000     | LINEAR                               |
| 25657 -              | 2000 AM87              | 5 de gener del 2000     | LINEAR                               |
| 25658 -              | 2000 AE88              | 5 de gener del 2000     | LINEAR                               |
| 25659 -              | 2000 AG88              | 5 de gener del 2000     | LINEAR                               |
| 25660 -              | 2000 AO88              | 5 de gener del 2000     | LINEAR                               |
| 25661 -              | 2000 AZ88              | 5 de gener del 2000     | LINEAR                               |
| 25662 -              | 2000 AA89              | 5 de gener del 2000     | LINEAR                               |
| 25663 -              | 2000 AD89              | 5 de gener del 2000     | LINEAR                               |
| 25664 -              | 2000 AM89              | 5 de gener del 2000     | LINEAR                               |
| 25665 -              | 2000 AO89              | 5 de gener del 2000     | LINEAR                               |
| 25666 -              | 2000 AR89              | 5 de gener del 2000     | LINEAR                               |
| 25667 -              | 2000 AK91              | 5 de gener del 2000     | LINEAR                               |
| 25668 -              | 2000 AY94              | 4 de gener del 2000     | LINEAR                               |
| 25669 -              | 2000 AJ95              | 4 de gener del 2000     | LINEAR                               |
| 25670 -              | 2000 AT95              | 4 de gener del 2000     | LINEAR                               |
| 25671 -              | 2000 AW95              | 4 de gener del 2000     | LINEAR                               |
| 25672 -              | 2000 AX95              | 4 de gener del 2000     | LINEAR                               |
| 25673 -              | 2000 AJ99              | 5 de gener del 2000     | LINEAR                               |
| 25674 -              | 2000 AT99              | 5 de gener del 2000     | LINEAR                               |
| 25675 -              | 2000 AX101             | 5 de gener del 2000     | LINEAR                               |
| 25676 -              | 2000 AG102             | 5 de gener del 2000     | LINEAR                               |
| 25677 -              | 2000 AK102             | 5 de gener del 2000     | LINEAR                               |
| 25678 -              | 2000 AU105             | 5 de gener del 2000     | LINEAR                               |
| 25679 -              | 2000 AX105             | 5 de gener del 2000     | LINEAR                               |
| 25680 -              | 2000 AP106             | 5 de gener del 2000     | LINEAR                               |
| 25681 -              | 2000 AC107             | 5 de gener del 2000     | LINEAR                               |
| 25682 -              | 2000 AF110             | 5 de gener del 2000     | LINEAR                               |
| 25683 -              | 2000 AA114             | 5 de gener del 2000     | LINEAR                               |
| 25684 -              | 2000 AB114             | 5 de gener del 2000     | LINEAR                               |
| 25685 -              | 2000 AK116             | 5 de gener del 2000     | LINEAR                               |
| 25686 -              | 2000 AF117             | 5 de gener del 2000     | LINEAR                               |
| 25687 -              | 2000 AY117             | 5 de gener del 2000     | LINEAR                               |
| 25688 -              | 2000 AV120             | 5 de gener del 2000     | LINEAR                               |
| 25689 -              | 2000 AL121             | 5 de gener del 2000     | LINEAR                               |
| 25690 -              | 2000 AP123             | 5 de gener del 2000     | LINEAR                               |
| 25691 -              | 2000 AQ123             | 5 de gener del 2000     | LINEAR                               |
| 25692 -              | 2000 AJ124             | 5 de gener del 2000     | LINEAR                               |
| 25693 -              | 2000 AQ124             | 5 de gener del 2000     | LINEAR                               |
| 25694 -              | 2000 AX124             | 5 de gener del 2000     | LINEAR                               |
| 25695 -              | 2000 AD125             | 5 de gener del 2000     | LINEAR                               |
| 25696 -              | 2000 AE125             | 5 de gener del 2000     | LINEAR                               |
| 25697 -              | 2000 AA126             | 5 de gener del 2000     | LINEAR                               |
| 25698 -              | 2000 AQ126             | 5 de gener del 2000     | LINEAR                               |
| 25699 -              | 2000 AD127             | 5 de gener del 2000     | LINEAR                               |
| 25700 -              | 2000 AA128             | 5 de gener del 2000     | LINEAR                               |
| 25701-25800          |                        |                         |                                      |
| 25701 -              | 2000 AE128             | 5 de gener del 2000     | LINEAR                               |
| 25702 -              | 2000 AF128             | 5 de gener del 2000     | LINEAR                               |
| 25703 -              | 2000 AH128             | 5 de gener del 2000     | LINEAR                               |
| 25704 -              | 2000 AO128             | 5 de gener del 2000     | LINEAR                               |
| 25705 -              | 2000 AU128             | 5 de gener del 2000     | LINEAR                               |
| 25706 -              | 2000 AU139             | 5 de gener del 2000     | LINEAR                               |
| 25707 -              | 2000 AQ141             | 5 de gener del 2000     | LINEAR                               |
| 25708 -              | 2000 AU141             | 5 de gener del 2000     | LINEAR                               |
| 25709 -              | 2000 AP142             | 5 de gener del 2000     | LINEAR                               |
| 25710 -              | 2000 AL151             | 8 de gener del 2000     | LINEAR                               |
| 25711 -              | 2000 AE152             | 8 de gener del 2000     | LINEAR                               |
| 25712 -              | 2000 AQ158             | 3 de gener del 2000     | LINEAR                               |
| 25713 -              | 2000 AM159             | 3 de gener del 2000     | LINEAR                               |
| 25714 -              | 2000 AW160             | 3 de gener del 2000     | LINEAR                               |
| 25715 -              | 2000 AY162             | 5 de gener del 2000     | LINEAR                               |
| 25716 -              | 2000 AE164             | 5 de gener del 2000     | LINEAR                               |
| 25717 -              | 2000 AW168             | 7 de gener del 2000     | LINEAR                               |
| 25718 -              | 2000 AH170             | 7 de gener del 2000     | LINEAR                               |
| 25719 -              | 2000 AV171             | 7 de gener del 2000     | LINEAR                               |
| 25720 -              | 2000 AO172             | 7 de gener del 2000     | LINEAR                               |
| 25721 -              | 2000 AA174             | 7 de gener del 2000     | LINEAR                               |
| 25722 -              | 2000 AV174             | 7 de gener del 2000     | LINEAR                               |
| 25723 -              | 2000 AX174             | 7 de gener del 2000     | LINEAR                               |
| 25724 -              | 2000 AM179             | 7 de gener del 2000     | LINEAR                               |
| 25725 -              | 2000 AW180             | 7 de gener del 2000     | LINEAR                               |
| 25726 -              | 2000 AD181             | 7 de gener del 2000     | LINEAR                               |
| 25727 -              | 2000 AN182             | 7 de gener del 2000     | LINEAR                               |
| 25728 -              | 2000 AU187             | 8 de gener del 2000     | LINEAR                               |
| 25729 -              | 2000 AV187             | 8 de gener del 2000     | LINEAR                               |
| 25730 -              | 2000 AY189             | 8 de gener del 2000     | LINEAR                               |
| 25731 -              | 2000 AL193             | 8 de gener del 2000     | LINEAR                               |
| 25732 -              | 2000 AZ193             | 8 de gener del 2000     | LINEAR                               |
| 25733 -              | 2000 AG194             | 8 de gener del 2000     | LINEAR                               |
| 25734 -              | 2000 AO195             | 8 de gener del 2000     | LINEAR                               |
| 25735 -              | 2000 AS195             | 8 de gener del 2000     | LINEAR                               |
| 25736 -              | 2000 AP196             | 8 de gener del 2000     | LINEAR                               |
| 25737 -              | 2000 AK198             | 8 de gener del 2000     | LINEAR                               |
| 25738 -              | 2000 AO198             | 8 de gener del 2000     | LINEAR                               |
| 25739 -              | 2000 AJ202             | 10 de gener del 2000    | LINEAR                               |
| 25740 -              | 2000 AR202             | 10 de gener del 2000    | LINEAR                               |
| 25741 -              | 2000 AF222             | 8 de gener del 2000     | Spacewatch                           |
| 25742 -              | 2000 AV228             | 7 de gener del 2000     | LONEOS                               |
| 25743 -              | 2000 AA229             | 7 de gener del 2000     | LONEOS                               |
| 25744 -              | 2000 AW233             | 5 de gener del 2000     | LINEAR                               |
| 25745 -              | 2000 AC242             | 7 de gener del 2000     | LONEOS                               |
| 25746 -              | 2000 AF242             | 7 de gener del 2000     | LONEOS                               |
| 25747 -              | 2000 AH242             | 7 de gener del 2000     | LONEOS                               |
| 25748 -              | 2000 AP243             | 7 de gener del 2000     | LINEAR                               |
| 25749 -              | 2000 BP3               | 27 de gener del 2000    | T. Kobayashi                         |
| 25750 -              | 2000 BB4               | 28 de gener del 2000    | W. K. Y. Yeung                       |
| 25751 -              | 2000 BS6               | 25 de gener del 2000    | LINEAR                               |
| 25752 -              | 2000 BE8               | 29 de gener del 2000    | LINEAR                               |
| 25753 -              | 2000 BC14              | 28 de gener del 2000    | N. Kawasato                          |
| 25754 -              | 2000 BJ14              | 28 de gener del 2000    | T. Kobayashi                         |
| 25755 -              | 2000 BR14              | 28 de gener del 2000    | T. Kobayashi                         |
| 25756 -              | 2000 BZ16              | 30 de gener del 2000    | LINEAR                               |
| 25757 -              | 2000 BS20              | 26 de gener del 2000    | Spacewatch                           |
| 25758 -              | 2000 BZ29              | 30 de gener del 2000    | LINEAR                               |
| 25759 -              | 2000 BH30              | 25 de gener del 2000    | W. Bickel                            |
| 25760 -              | 2000 BF34              | 30 de gener del 2000    | CSS                                  |
| 25761 -              | 2000 BV45              | 28 de gener del 2000    | Spacewatch                           |
| 25762 -              | 2000 CO2               | 2 de febrer del 2000    | T. Kobayashi                         |
| 25763 -              | 2000 CN4               | 2 de febrer del 2000    | LINEAR                               |
| 25764 -              | 2000 CQ11              | 2 de febrer del 2000    | LINEAR                               |
| 25765 -              | 2000 CS11              | 2 de febrer del 2000    | LINEAR                               |
| 25766 -              | 2000 CX17              | 2 de febrer del 2000    | LINEAR                               |
| 25767 -              | 2000 CG20              | 2 de febrer del 2000    | LINEAR                               |
| 25768 -              | 2000 CD24              | 2 de febrer del 2000    | LINEAR                               |
| 25769 -              | 2000 CL24              | 2 de febrer del 2000    | LINEAR                               |
| 25770 -              | 2000 CV24              | 2 de febrer del 2000    | LINEAR                               |
| 25771 -              | 2000 CW25              | 2 de febrer del 2000    | LINEAR                               |
| 25772 -              | 2000 CB27              | 2 de febrer del 2000    | LINEAR                               |
| 25773 -              | 2000 CX27              | 2 de febrer del 2000    | LINEAR                               |
| 25774 -              | 2000 CA29              | 2 de febrer del 2000    | LINEAR                               |
| 25775 -              | 2000 CF31              | 2 de febrer del 2000    | LINEAR                               |
| 25776 -              | 2000 CG32              | 2 de febrer del 2000    | LINEAR                               |
| 25777 -              | 2000 CE34              | 4 de febrer del 2000    | K. Korlević                          |
| 25778 Csere          | 2000 CQ34              | 4 de febrer del 2000    | P. Kušnirák                          |
| 25779 -              | 2000 CF35              | 2 de febrer del 2000    | LINEAR                               |
| 25780 -              | 2000 CS37              | 3 de febrer del 2000    | LINEAR                               |
| 25781 -              | 2000 CF38              | 3 de febrer del 2000    | LINEAR                               |
| 25782 -              | 2000 CX38              | 3 de febrer del 2000    | LINEAR                               |
| 25783 -              | 2000 CM39              | 4 de febrer del 2000    | LINEAR                               |
| 25784 -              | 2000 CU42              | 2 de febrer del 2000    | LINEAR                               |
| 25785 -              | 2000 CY45              | 2 de febrer del 2000    | LINEAR                               |
| 25786 -              | 2000 CN46              | 2 de febrer del 2000    | LINEAR                               |
| 25787 -              | 2000 CF49              | 2 de febrer del 2000    | LINEAR                               |
| 25788 -              | 2000 CE51              | 2 de febrer del 2000    | LINEAR                               |
| 25789 -              | 2000 CK53              | 2 de febrer del 2000    | LINEAR                               |
| 25790 -              | 2000 CW57              | 5 de febrer del 2000    | LINEAR                               |
| 25791 -              | 2000 CM61              | 2 de febrer del 2000    | LINEAR                               |
| 25792 -              | 2000 CZ62              | 2 de febrer del 2000    | LINEAR                               |
| 25793 -              | 2000 CS65              | 4 de febrer del 2000    | LINEAR                               |
| 25794 -              | 2000 CF71              | 7 de febrer del 2000    | LINEAR                               |
| 25795 -              | 2000 CS79              | 8 de febrer del 2000    | Spacewatch                           |
| 25796 -              | 2000 CT81              | 4 de febrer del 2000    | LINEAR                               |
| 25797 -              | 2000 CG82              | 4 de febrer del 2000    | LINEAR                               |
| 25798 -              | 2000 CU82              | 4 de febrer del 2000    | LINEAR                               |
| 25799 -              | 2000 CC83              | 4 de febrer del 2000    | LINEAR                               |
| 25800 Glukhovsky     | 2000 CG83              | 4 de febrer del 2000    | LINEAR                               |
| 25801-25900          |                        |                         |                                      |
| 25801 -              | 2000 CR84              | 4 de febrer del 2000    | LINEAR                               |
| 25802 -              | 2000 CA85              | 4 de febrer del 2000    | LINEAR                               |
| 25803 -              | 2000 CW87              | 4 de febrer del 2000    | LINEAR                               |
| 25804 -              | 2000 CC89              | 4 de febrer del 2000    | LINEAR                               |
| 25805 -              | 2000 CV91              | 6 de febrer del 2000    | LINEAR                               |
| 25806 -              | 2000 CF93              | 6 de febrer del 2000    | LINEAR                               |
| 25807 -              | 2000 CU93              | 8 de febrer del 2000    | LINEAR                               |
| 25808 -              | 2000 CK103             | 7 de febrer del 2000    | LINEAR                               |
| 25809 -              | 2000 CU125             | 3 de febrer del 2000    | LINEAR                               |
| 25810 -              | 2000 CO127             | 2 de febrer del 2000    | Spacewatch                           |
| 25811 -              | 2000 DE1               | 26 de febrer del 2000   | W. K. Y. Yeung                       |
| 25812 -              | 2000 DE4               | 28 de febrer del 2000   | LINEAR                               |
| 25813 -              | 2000 DW18              | 29 de febrer del 2000   | LINEAR                               |
| 25814 -              | 2000 DF24              | 29 de febrer del 2000   | LINEAR                               |
| 25815 -              | 2000 DM26              | 29 de febrer del 2000   | LINEAR                               |
| 25816 -              | 2000 DK29              | 29 de febrer del 2000   | LINEAR                               |
| 25817 -              | 2000 DQ31              | 29 de febrer del 2000   | LINEAR                               |
| 25818 -              | 2000 DH32              | 29 de febrer del 2000   | LINEAR                               |
| 25819 -              | 2000 DW32              | 29 de febrer del 2000   | LINEAR                               |
| 25820 -              | 2000 DB56              | 29 de febrer del 2000   | LINEAR                               |
| 25821 -              | 2000 DY59              | 29 de febrer del 2000   | LINEAR                               |
| 25822 -              | 2000 DH72              | 29 de febrer del 2000   | LINEAR                               |
| 25823 -              | 2000 DV73              | 29 de febrer del 2000   | LINEAR                               |
| 25824 -              | 2000 DU75              | 29 de febrer del 2000   | LINEAR                               |
| 25825 -              | 2000 DH88              | 29 de febrer del 2000   | LINEAR                               |
| 25826 -              | 2000 DX93              | 28 de febrer del 2000   | LINEAR                               |
| 25827 -              | 2000 DZ93              | 28 de febrer del 2000   | LINEAR                               |
| 25828 -              | 2000 DM102             | 29 de febrer del 2000   | LINEAR                               |
| 25829 -              | 2000 DU108             | 29 de febrer del 2000   | LINEAR                               |
| 25830 -              | 2000 DN110             | 26 de febrer del 2000   | T. Pauwels                           |
| 25831 -              | 2000 DH111             | 29 de febrer del 2000   | LINEAR                               |
| 25832 -              | 2000 EN9               | 3 de març del 2000      | LINEAR                               |
| 25833 -              | 2000 ED15              | 5 de març del 2000      | J. Broughton                         |
| 25834 -              | 2000 EN19              | 5 de març del 2000      | LINEAR                               |
| 25835 -              | 2000 EO20              | 3 de març del 2000      | CSS                                  |
| 25836 -              | 2000 ER29              | 5 de març del 2000      | LINEAR                               |
| 25837 -              | 2000 EG30              | 5 de març del 2000      | LINEAR                               |
| 25838 -              | 2000 EV30              | 5 de març del 2000      | LINEAR                               |
| 25839 -              | 2000 ES50              | 11 de març del 2000     | F. B. Zoltowski                      |
| 25840 -              | 2000 ER57              | 8 de març del 2000      | LINEAR                               |
| 25841 -              | 2000 EA76              | 5 de març del 2000      | LINEAR                               |
| 25842 -              | 2000 EQ78              | 5 de març del 2000      | LINEAR                               |
| 25843 -              | 2000 EQ84              | 8 de març del 2000      | LINEAR                               |
| 25844 -              | 2000 EN85              | 8 de març del 2000      | LINEAR                               |
| 25845 -              | 2000 EO86              | 8 de març del 2000      | LINEAR                               |
| 25846 -              | 2000 EF93              | 9 de març del 2000      | LINEAR                               |
| 25847 -              | 2000 EV97              | 12 de març del 2000     | LINEAR                               |
| 25848 -              | 2000 EL104             | 14 de març del 2000     | J. Broughton                         |
| 25849 -              | 2000 ET107             | 8 de març del 2000      | LINEAR                               |
| 25850 -              | 2000 EG108             | 8 de març del 2000      | LINEAR                               |
| 25851 -              | 2000 EE120             | 11 de març del 2000     | LONEOS                               |
| 25852 -              | 2000 EW147             | 4 de març del 2000      | LINEAR                               |
| 25853 -              | 2000 ES151             | 6 de març del 2000      | NEAT                                 |
| 25854 -              | 2000 EP166             | 4 de març del 2000      | LINEAR                               |
| 25855 -              | 2000 EA168             | 4 de març del 2000      | LINEAR                               |
| 25856 -              | 2000 EZ170             | 5 de març del 2000      | LINEAR                               |
| 25857 -              | 2000 EM184             | 5 de març del 2000      | LINEAR                               |
| 25858 -              | 2000 EO204             | 10 de març del 2000     | CSS                                  |
| 25859 -              | 2000 FW3               | 28 de març del 2000     | LINEAR                               |
| 25860 -              | 2000 FY11              | 28 de març del 2000     | LINEAR                               |
| 25861 -              | 2000 FS15              | 28 de març del 2000     | LINEAR                               |
| 25862 -              | 2000 FC16              | 28 de març del 2000     | LINEAR                               |
| 25863 -              | 2000 FV47              | 29 de març del 2000     | LINEAR                               |
| 25864 Banič          | 2000 GR82              | 8 d'abril del 2000      | P. Kušnirák                          |
| 25865 -              | 2000 GX82              | 2 d'abril del 2000      | LINEAR                               |
| 25866 -              | 2000 GA100             | 7 d'abril del 2000      | LINEAR                               |
| 25867 -              | 2000 HK66              | 26 d'abril del 2000     | LONEOS                               |
| 25868 -              | 2000 JT6               | 4 de maig del 2000      | LINEAR                               |
| 25869 -              | 2000 JP70              | 1 de maig del 2000      | LONEOS                               |
| 25870 -              | 2000 KB14              | 28 de maig del 2000     | LINEAR                               |
| 25871 -              | 2000 LZ26              | 11 de juny del 2000     | P. R. Holvorcem                      |
| 25872 -              | 2000 MV1               | 25 de juny del 2000     | LINEAR                               |
| 25873 -              | 2000 MK6               | 25 de juny del 2000     | LINEAR                               |
| 25874 -              | 2000 OS39              | 30 de juliol del 2000   | LINEAR                               |
| 25875 -              | 2000 OT52              | 31 de juliol del 2000   | LINEAR                               |
| 25876 -              | 2000 PP16              | 1 d'agost del 2000      | LINEAR                               |
| 25877 -              | 2000 QN41              | 24 d'agost del 2000     | LINEAR                               |
| 25878 -              | 2000 QW77              | 24 d'agost del 2000     | LINEAR                               |
| 25879 -              | 2000 QA105             | 28 d'agost del 2000     | LINEAR                               |
| 25880 -              | 2000 QG196             | 28 d'agost del 2000     | LINEAR                               |
| 25881 -              | 2000 RH41              | 3 de setembre del 2000  | LINEAR                               |
| 25882 -              | 2000 RY47              | 3 de setembre del 2000  | LINEAR                               |
| 25883 -              | 2000 RD88              | 2 de setembre del 2000  | NEAT                                 |
| 25884 -              | 2000 SQ4               | 20 de setembre del 2000 | BATTeRS                              |
| 25885 -              | 2000 SD144             | 24 de setembre del 2000 | LINEAR                               |
| 25886 -              | 2000 SY181             | 19 de setembre del 2000 | NEAT                                 |
| 25887 -              | 2000 SU308             | 30 de setembre del 2000 | LINEAR                               |
| 25888 -              | 2000 UW109             | 31 d'octubre del 2000   | LINEAR                               |
| 25889 -              | 2000 VK29              | 1 de novembre del 2000  | LINEAR                               |
| 25890 Louisburg      | 2000 VG38              | 3 de novembre del 2000  | L. Robinson                          |
| 25891 -              | 2000 WK9               | 20 de novembre del 2000 | C. W. Juels                          |
| 25892 -              | 2000 WP9               | 22 de novembre del 2000 | BATTeRS                              |
| 25893 Sugihara       | 2000 WR9               | 19 de novembre del 2000 | W. K. Y. Yeung                       |
| 25894 -              | 2000 WV125             | 30 de novembre del 2000 | LINEAR                               |
| 25895 -              | 2000 XN9               | 1 de desembre del 2000  | LINEAR                               |
| 25896 -              | 2000 XW14              | 4 de desembre del 2000  | LINEAR                               |
| 25897 -              | 2000 XZ32              | 4 de desembre del 2000  | LINEAR                               |
| 25898 -              | 2000 YJ41              | 30 de desembre del 2000 | LINEAR                               |
| 25899 -              | 2000 YE61              | 30 de desembre del 2000 | LINEAR                               |
| 25900 -              | 2000 YH98              | 30 de desembre del 2000 | LINEAR                               |
| 25901-26000          |                        |                         |                                      |
| 25901 -              | 2000 YX99              | 30 de desembre del 2000 | LINEAR                               |
| 25902 -              | 2000 YZ105             | 28 de desembre del 2000 | LINEAR                               |
| 25903 -              | 2000 YC116             | 30 de desembre del 2000 | LINEAR                               |
| 25904 -              | 2000 YQ123             | 28 de desembre del 2000 | LINEAR                               |
| 25905 -              | 2000 YO134             | 31 de desembre del 2000 | LONEOS                               |
| 25906 -              | 2000 YV139             | 27 de desembre del 2000 | LONEOS                               |
| 25907 -              | 2001 AR20              | 3 de gener del 2001     | LINEAR                               |
| 25908 -              | 2001 BJ                | 17 de gener del 2001    | T. Kobayashi                         |
| 25909 -              | 2001 BU49              | 21 de gener del 2001    | LINEAR                               |
| 25910 -              | 2001 BM50              | 25 de gener del 2001    | LINEAR                               |
| 25911 -              | 2001 BC76              | 26 de gener del 2001    | LINEAR                               |
| 25912 -              | 2001 CP9               | 1 de febrer del 2001    | LINEAR                               |
| 25913 -              | 2001 CB29              | 2 de febrer del 2001    | LONEOS                               |
| 25914 -              | 2001 CC30              | 2 de febrer del 2001    | LONEOS                               |
| 25915 -              | 2001 CF30              | 2 de febrer del 2001    | LONEOS                               |
| 25916 -              | 2001 CP44              | 15 de febrer del 2001   | LINEAR                               |
| 25917 -              | 2001 DT6               | 17 de febrer del 2001   | K. Korlević                          |
| 25918 -              | 2001 DT13              | 19 de febrer del 2001   | T. Kobayashi                         |
| 25919 -              | 2001 DV15              | 16 de febrer del 2001   | LINEAR                               |
| 25920 -              | 2001 DT18              | 16 de febrer del 2001   | LINEAR                               |
| 25921 -              | 2001 DS21              | 16 de febrer del 2001   | LINEAR                               |
| 25922 -              | 2001 DY21              | 16 de febrer del 2001   | LINEAR                               |
| 25923 -              | 2001 DS29              | 17 de febrer del 2001   | LINEAR                               |
| 25924 Douglasadams   | 2001 DA42              | 19 de febrer del 2001   | LINEAR                               |
| 25925 -              | 2001 DW48              | 16 de febrer del 2001   | LINEAR                               |
| 25926 -              | 2001 DY48              | 16 de febrer del 2001   | LINEAR                               |
| 25927 -              | 2001 DE51              | 16 de febrer del 2001   | LINEAR                               |
| 25928 -              | 2001 DJ52              | 17 de febrer del 2001   | LINEAR                               |
| 25929 -              | 2001 DY52              | 17 de febrer del 2001   | LINEAR                               |
| 25930 Spielberg      | 2001 DJ54              | 21 de febrer del 2001   | W. K. Y. Yeung                       |
| 25931 -              | 2001 DJ70              | 19 de febrer del 2001   | LINEAR                               |
| 25932 -              | 2001 DB72              | 19 de febrer del 2001   | LINEAR                               |
| 25933 -              | 2001 DM73              | 19 de febrer del 2001   | LINEAR                               |
| 25934 -              | 2001 DC74              | 19 de febrer del 2001   | LINEAR                               |
| 25935 -              | 2001 DG74              | 19 de febrer del 2001   | LINEAR                               |
| 25936 -              | 2001 DZ79              | 20 de febrer del 2001   | NEAT                                 |
| 25937 -              | 2001 DY92              | 19 de febrer del 2001   | LONEOS                               |
| 25938 -              | 2001 DC102             | 16 de febrer del 2001   | LINEAR                               |
| 25939 -              | 2001 EQ                | 3 de març del 2001      | J. Broughton                         |
| 25940 -              | 2001 ET5               | 2 de març del 2001      | LONEOS                               |
| 25941 -              | 2001 EB9               | 2 de març del 2001      | LONEOS                               |
| 25942 -              | 2001 EH9               | 2 de març del 2001      | LONEOS                               |
| 25943 -              | 2001 EL10              | 2 de març del 2001      | LONEOS                               |
| 25944 -              | 2001 EP10              | 2 de març del 2001      | LONEOS                               |
| 25945 -              | 2001 EQ10              | 2 de març del 2001      | LONEOS                               |
| 25946 -              | 2001 EH12              | 3 de març del 2001      | LINEAR                               |
| 25947 -              | 2001 EQ14              | 15 de març del 2001     | LINEAR                               |
| 25948 -              | 2001 EW15              | 15 de març del 2001     | T. Kobayashi                         |
| 25949 -              | 2001 EH16              | 15 de març del 2001     | NEAT                                 |
| 25950 -              | 2001 EU16              | 15 de març del 2001     | NEAT                                 |
| 25951 -              | 2001 EZ21              | 15 de març del 2001     | LONEOS                               |
| 25952 -              | 2001 FE2               | 17 de març del 2001     | LINEAR                               |
| 25953 -              | 2001 FM5               | 18 de març del 2001     | LINEAR                               |
| 25954 -              | 2001 FM13              | 19 de març del 2001     | LONEOS                               |
| 25955 -              | 2001 FX14              | 19 de març del 2001     | LONEOS                               |
| 25956 -              | 2001 FE16              | 19 de març del 2001     | LONEOS                               |
| 25957 -              | 2001 FO16              | 19 de març del 2001     | LONEOS                               |
| 25958 -              | 2001 FF18              | 19 de març del 2001     | LONEOS                               |
| 25959 -              | 2001 FZ18              | 19 de març del 2001     | LONEOS                               |
| 25960 -              | 2001 FQ20              | 19 de març del 2001     | LONEOS                               |
| 25961 -              | 2001 FL22              | 21 de març del 2001     | LONEOS                               |
| 25962 -              | 2001 FF26              | 18 de març del 2001     | LINEAR                               |
| 25963 -              | 2001 FP26              | 18 de març del 2001     | LINEAR                               |
| 25964 -              | 2001 FY26              | 18 de març del 2001     | LINEAR                               |
| 25965 -              | 2001 FB27              | 18 de març del 2001     | LINEAR                               |
| 25966 -              | 2001 FP28              | 19 de març del 2001     | LINEAR                               |
| 25967 -              | 2001 FF29              | 19 de març del 2001     | LINEAR                               |
| 25968 -              | 2001 FZ30              | 21 de març del 2001     | NEAT                                 |
| 25969 -              | 2001 FM33              | 18 de març del 2001     | LINEAR                               |
| 25970 -              | 2001 FD35              | 18 de març del 2001     | LINEAR                               |
| 25971 -              | 2001 FP35              | 18 de març del 2001     | LINEAR                               |
| 25972 -              | 2001 FV35              | 18 de març del 2001     | LINEAR                               |
| 25973 -              | 2001 FP38              | 18 de març del 2001     | LINEAR                               |
| 25974 -              | 2001 FF43              | 18 de març del 2001     | LINEAR                               |
| 25975 -              | 2001 FG43              | 18 de març del 2001     | LINEAR                               |
| 25976 -              | 2001 FE44              | 18 de març del 2001     | LINEAR                               |
| 25977 -              | 2001 FG46              | 18 de març del 2001     | LINEAR                               |
| 25978 -              | 2001 FS48              | 18 de març del 2001     | LINEAR                               |
| 25979 -              | 2001 FC49              | 18 de març del 2001     | LINEAR                               |
| 25980 -              | 2001 FK53              | 18 de març del 2001     | LINEAR                               |
| 25981 -              | 2001 FT53              | 18 de març del 2001     | LINEAR                               |
| 25982 -              | 2001 FQ57              | 19 de març del 2001     | LINEAR                               |
| 25983 -              | 2001 FR57              | 19 de març del 2001     | LINEAR                               |
| 25984 -              | 2001 FG60              | 19 de març del 2001     | LINEAR                               |
| 25985 -              | 2001 FZ63              | 19 de març del 2001     | LINEAR                               |
| 25986 -              | 2001 FW65              | 19 de març del 2001     | LINEAR                               |
| 25987 -              | 2001 FJ66              | 19 de març del 2001     | LINEAR                               |
| 25988 -              | 2001 FA67              | 19 de març del 2001     | LINEAR                               |
| 25989 -              | 2001 FB67              | 19 de març del 2001     | LINEAR                               |
| 25990 -              | 2001 FJ70              | 19 de març del 2001     | LINEAR                               |
| 25991 -              | 2001 FN78              | 19 de març del 2001     | LINEAR                               |
| 25992 -              | 2001 FT78              | 19 de març del 2001     | LINEAR                               |
| 25993 -              | 2001 FJ80              | 21 de març del 2001     | LINEAR                               |
| 25994 -              | 2001 FK80              | 21 de març del 2001     | LINEAR                               |
| 25995 -              | 2001 FA83              | 24 de març del 2001     | LINEAR                               |
| 25996 -              | 2001 FN84              | 26 de març del 2001     | Spacewatch                           |
| 25997 -              | 2001 FP90              | 26 de març del 2001     | LINEAR                               |
| 25998 -              | 2001 FW91              | 16 de març del 2001     | LINEAR                               |
| 25999 -              | 2001 FN94              | 16 de març del 2001     | LINEAR                               |
| 26000 -              | 2001 FH98              | 16 de març del 2001     | LINEAR                               |